# Cophixalus saxatilis
Cophixalus saxatilis (Black Mountain Boulder Frog o Rock Haunting Frog) es una especie de anfibio anuro del género Cophixalus, de la familia Microhylidae.

## Distribución geográfica
Es originaria de Australia. 